# Sébastien Demar
Jakob-Ignaz-Sebastian Demar (souvent appelé à tort Jean-Sébastien Demar, ou beaucoup plus récemment Jacques-Sébastien), est un pianiste, compositeur, chef d'orchestre, professeur de musique et organiste.
Né à proximité de Gauaschach, près de Bad Kissingen, au Nord de Wurtzbourg, en Basse-Franconie (Allemagne), le 29 juin 1763, il mourut à Orléans, le 25 juillet 1832,.

## Biographie
Il était le fils de « Sebastien Demar, professeur de musique, et de Dorothée Zugis, son épouse ».
Né dans une famille de musiciens, on ignore où il fut formé (peut-être à domicile et dans une église située non loin de sa région de naissance). On lit ordinairement (à la suite du musicologue belge Fétis, qui fut un contemporain de vingt-et-un ans plus jeune) qu'il fut formé parmi les enfants puis les chantres et musiciens de la cathédrale de Strasbourg. En réalité, au vu des dernières recherches (qui infirment ce qu'on peut lire sur cette question), Demar n'a pas été enfant de chœur de cette cathédrale. Il est seulement possible de conjecturer qu'il aurait, au mieux (si cela n'est pas une légende élaborée après coup), terminé ses études musicales dans la ville de Strasbourg (spécialement ses études de composition) et commencé sa vie professionnelle dans la chapelle de musique de cette cathédrale, sous la direction du maître de chapelle et compositeur Franz Xaver Richter, représentatif (au même titre que Johann Stamitz) de l’« École de Mannheim ». Demar serait devenu ensuite, pendant trois ans, instituteur et organiste à l'école normale de Wissembourg, en Alsace. De même source, on lit qu'il voyagea aussi à Vienne (Autriche) pour se perfectionner dans le domaine de la composition, auprès de Joseph Haydn. Fétis, puis à sa suite le musicologue actuel Hervé Audéon, ajoutent qu'il partit ensuite en Italie étudier avec « son oncle Pfeiffer ».
Quoi qu'il en soit, il est établi qu'il épousa Elisabeth Riesam, elle aussi allemande, et qu'il leur est né une fille, Theresia, le 30 octobre 1786, à Gernsbach (Grand-duché de Bade). Elle sera elle-même compositrice. L'éventuelle installation du couple Demar - Riesam à Paris en 1788 n'est pas documentée. Par contre, il est certain que « le 20 septembre 1790, à Landau, un fils, Joseph-Pierre, naît à son tour dans cette ville de Rhénanie-Palatinat, alors française. Elle est située à 60 km au nord du lieu de naissance de sa sœur. Le couple est manifestement marqué par la mobilité. Jakob Ignaz Sebastian Demar est-il alors musicien militaire ? C'est probable ». 
Après septembre 1790 probablement, jusque dans le courant 1791, à Sarreguemines, Sébastien « Demard » recommandé par le marquis de Chamborant (amateur de musique), « touche supérieurement » les orgues de la paroisse Saint-Nicolas. André-Claude, marquis de Chamborant est depuis juillet 1778 chargé du commandement en second de la Lorraine allemande, dont le siège est dans cette ville. En 1784, il est promu lieutenant général. Il commande le régiment de Cavalerie Hongroise appelé Chamborant Hussard (créé Régiment d'Esterhazy hussards et devenu le 1er janvier 1791 le 2e régiment de hussards). Ce sont des hussards qui jouent aussi de la musique dans son salon. Demar pourrait être lui aussi issu de ce régiment. On sait aussi que Joseph Haydn, son maître dans la capitale autrichienne, était au service des princes Esterhazy.
Puis, il se fixa à Orléans, vers la fin de 1791. Demar fit beaucoup pour la musique dans la ville, où il dirigea d’abord la musique du 88e régiment (il était en place au 23 décembre 1791), puis de la Garde nationale. En 1799, il fut désigné par la municipalité pour toucher l’orgue en amateur, aux fêtes républicaines, dans les divers « temples » (les anciennes églises) où elles avaient lieu : le plain-chant y cédait la place au « chant guerrier ».
Au début du XIXe siècle (1802 ?), Demar devint « maître de piano-forte » dans la Maison d'éducation de Mme Robillard, à Orléans. En 1806, il créa la Société des Concerts par Abonnement. Suivant le cours de l'histoire, il sera aussi organiste de l'église Saint-Paterne d'Orléans à partir de 1815… Dans ce cadre il put former au moins « le premier des enfants de chœur » à la technique du pianoforte et de l’orgue. Ce garçon, qui avait « des dispositions pour la musique » se nommait Pascal Lage (autorisation donnée par le conseil de fabrique au 14 janvier 1821). Jusqu'à la Révolution de 1789, des garçons chantaient avec et dans le chœur professionnel de nombreuses églises et étaient longuement formés aux techniques du chant liturgique, et plus généralement aux différentes techniques de la musique vocale et même instrumentale. La science de l'écriture polyphonique, ainsi que la composition, était également enseignées. Ici, faute d'argent pour entretenir un ensemble de chantres sinon un chœur suffisants, il semblerait que le clavier commençait à prendre le pas sur le chant d'église.
Demar appartenait à la loge maçonnique Saint-Jean, mais il ne fut qu'un voisin très proche de la Société des Belles-Lettres (l’Académie, créée en 1809). À cette époque l’Académie ne comptait pas de musiciens parmi ses membres.
En 1819, en compagnie d'un ancien maîtrisien de Saint-Aignan nommé Vaillant, devenu libraire, et d'un certain Boissard, il créa une école de musique située au 40 rue de la Bretonnerie. Ses Trois chœurs d'Esther (vers 1819-1821) témoignent de sa production musicale pour cette école. On y enseignait une méthode inspirée de celle de Frédéric Massimino, professeur de chant et de piano, d'origine italienne et installé à Paris, .
Demar laissa de nombreuses œuvres, très intéressantes, souvent instrumentales. Il est l'auteur, entre autres, de plusieurs concertos pour forte-piano, dont un "concerto-chasse", un concerto cosaque, un concerto dédié à l'impératrice Marie-Louise.
Il transcrivit pour harpe un de ses concertos pour violon afin qu'il puisse être exécuté par sa fille Theresia en concert public à Paris.

## Famille
Selon Fétis, son frère Joseph Demar, né en 1774, était violoniste et compositeur à Wurtzbourg. Sa fille, Thérésia-Elisabeth-Françoise Demar (Theresia Demar) épousa Jean-Nicolas Gannal, pharmacien, chimiste et inventeur de l'embaumement moderne. Elle-même était pianiste, harpiste, compositrice et professeur de musique. On sait aussi qu'elle chantait. Elle vécut plusieurs années à Paris et finalement termina sa vie à Orléans (son mari était mort en 1852, à Paris). Elle-même mourut à Orléans le 18 janvier 1858, à 71 ans. Elle a laissé plus d'une trentaine de compositions musicales, qui furent publiées à l'époque. Elles sont conservées à la BnF essentiellement. Sa cantate Sainte-Cécile (éd. Orléans, Gatineau, 1851) avait été écrite sur des paroles de l'historien et bibliophile orléanais Constant Leber.
Theresia Demar était née à Gernsbach (Duché de Bade) le 30 octobre 1786. Son acte de décès indique qu'elle était la fille de « Jacob-Ignace-Sébastien Demar, professeur de musique, et de Dame Elisabeth Riesam ». D'autres sources, erronées, la font naître à Paris en 1788.
La saint-simonienne et militante féministe Claire Demar (1799-1833) était peut-être, elle aussi, une fille du couple Demar. L'état civil orléanais de l'année 1799 (An VII-An VIII), de même que la table décennale correspondant à cette période, ne font cependant apparaître aucune naissance qui pourrait être considérée comme la sienne.

## Enregistrements
- 1996 : Mannheimer Schule Vol.5, Kurpfälzisches Kammerorchester, dir. Jiří Malát (label Arte Nova, référence 74321 37299 2, 1996)[17]